# 25979 Alansage
25979 Alansage (tên chỉ định: 2001 FC49) là một tiểu hành tinh vành đai chính. Nó được phát hiện bởi dự án Nghiên cứu tiểu hành tinh gần Trái Đất Lincoln ở Socorro, New Mexico, ngày 18 tháng 3 năm 2001. Nó được đặt theo tên Alan Robert Sage, an American high school student và finalist in the 2010 Intel Science Talent Search. Alan Sage is currently a student ở Yale University.